# Mircea Coșea
Dumitru Gheorghe Mircea Coșea (* 9. Juni 1942 in Ploiești, Rumänien) ist ein rumänischer Politiker und war parteiloses Mitglied des Europäischen Parlaments. Im Zuge der Aufnahme Rumäniens in die Europäische Union gehörte er vom 1. Januar bis zum 9. Dezember 2007 dem Europäischen Parlament an und war dort bis März Mitglied in der Fraktion der Allianz der Liberalen und Demokraten für Europa für die Partidul Național Liberal. Nach seinem Austritt aus der Partei gehörte er als Parteiloser der Fraktion Identität, Tradition, Souveränität an.

## Posten als MdEP
- Mitglied im Ausschuss für Landwirtschaft und ländliche Entwicklung
- Mitglied in der Delegation für die Beziehungen zu den Maghreb-Ländern und der Union des Arabischen Maghreb (einschließlich Libyen)
- Stellvertreter in der Delegation für die Beziehungen zu der Volksrepublik China